# Comuna Pravo Jovtnea, Zhurivka
Pravo Jovtnea (în ucraineană Право Жовтня) este o comună în raionul Zhurivka, regiunea Kiev, Ucraina, formată din satele Horbacivka, Paikî și Pravo Jovtnea (reședința).

## Demografie
Componența lingvistică a comunei Pravo Jovtnea
     Ucraineană (96,14%)
     Rusă (2,41%)
     Alte limbi (0,84%)
Conform recensământului din 2001, majoritatea populației comunei Pravo Jovtnea era vorbitoare de ucraineană (96,14%), existând în minoritate și vorbitori de rusă (2,41%).